# Pronephrium simillimum
Pronephrium simillimum är en kärrbräkenväxtart som först beskrevs av Carl Frederik Albert Christensen, och fick sitt nu gällande namn av Holtt. Pronephrium simillimum ingår i släktet Pronephrium och familjen Thelypteridaceae. Inga underarter finns listade.